# Криниця (Холмський повіт)
Криниця (пол. Krynica) — село в Польщі, у гміні Дубенка Холмського повіту Люблінського воєводства.
Населення — 37 осіб (2011).
У 1975-1998 роках село належало до Холмського воєводства.

## Демографія
Демографічна структура станом на 31 березня 2011 року:
|          | Загалом | Допрацездатний вік | Працездатний вік | Постпрацездатний вік |
| -------- | ------- | ------------------ | ---------------- | -------------------- |
| Чоловіки | 21      | 3                  | 18               | 0                    |
| Жінки    | 16      | 3                  | 10               | 3                    |
| Разом    | 37      | 6                  | 28               | 3                    |